# Francisco Gregorio Billini
Francisco Gregorio Billini Aristi (Santo Domingo, 25 de mayo de 1844 - Santo Domingo, 28 de noviembre de 1898) fue un escritor, político y pedagogo dominicano. Presidente de la República (1884-1885), cargo al cual renuncia tras negarse a prohibir la libertad de imprenta. Es autor de la novela costumbrista "Baní o Engracia y Antoñita" (1892) y de diversas obras dramáticas.

## Vida
Billini nació en Santo Domingo el 25 de mayo de 1844. Hijo de María de Regla Arista Guerrero e Hipólito Billini Hernández (cuyo padre, Juan Antonio Billini Ruse [1787-1852], oriundo del Piamonte, arribó a la isla de Santo Domingo con las tropas comandadas en 1802 por el general Leclerc, cuñado de Napoleón, con el objetivo de aplastar a Toussaint Louverture). El joven Billini hizo sus estudios primarios y secundarios en su ciudad natal en el Colegio del Padre Boneau, donde aprendió a escribir también en latín y en italiano (hablaba el italiano perfectamente, habiéndolo aprendido desde niño de su abuelo italiano). Luego pasó al Seminario Conciliar Santo Tomás de Aquino donde fue discípulo de Fernando Arturo de Meriño. Su militancia en el partido Azul y su convicción de que el país debía preservar su independencia, lo motivó a participar en la Guerra de la Restauración de 1863-1865. Su repudio a la política antipopular de Buenaventura Báez le costó el destierro en 1868.
A su regreso al país se desempeñó como funcionario público llegando a ser Diputado por Azua (1874), Ministro de Guerra y Marina (1880) y Presidente del Senado y del Congreso (1882).

## Presidencia constitucional
En 1884, después de una reñida contienda electoral en la que venció a Casimiro Nemesio de Moya, fue elegido Presidente de la República. Tomó posesión del cargo el 1.º de septiembre de 1884 y renunció al mismo el 16 de mayo de 1885, por negarse a bloquear la prensa dominicana. Su inesperada dimisión desconcertó a muchos de sus adeptos. En efecto prefirió dar las dimisiones como un Cincinato romano, que luego llegó a pedir 20 pesos a sus amigos para pagar una deuda (algo increíble para los dominicanos de esos tiempos). Sus últimas palabras como Presidente fueron:
Creo que doy un buen ejemplo dando mis dimisiones espontáneamente y desapareciendo entre las sombras de mi casa, sin mezquinas aspiraciones para el futuro.
En 1890 a raíz de la muerte de su tío, el filántropo Padre Francisco Xavier Billini, asumió la dirección del Colegio San Luis Gonzaga.
Fundó el periódico El Eco de la Opinión (marzo de 1879), que circuló por más de veinte años y se convirtió en el paradigma de un periodismo reflexivo combinado con pormenorizadas reseñas noticiosas. Colaboró asiduamente con El Nacional, El Cable, Letras y Ciencias, El Mensajero y El Patriota.
El aporte más relevante de Billini a la literatura nacional dominicana es la novela Baní o Engracia y Antoñita (1892), en la que enjuicia el comportamiento político-social y las costumbres de los banilejos decimonónicos. Murió en Santo Domingo el 28 de noviembre de 1898.
En 1998 sus restos mortales fueron trasladados al Panteón Nacional de Santo Domingo por disposición del Presidente Leonel Fernández.

## Índices
- Alcántara Almánzar, José. “Engracia y Antoñita”, en Antología de la literatura dominicana. Santo Domingo: Editora Cultural Dominicana, 1972: 33
- Alcántara Almánzar, José. "Francisco Gregorio Billini", en Dos siglos de literatura dominicana (siglo XIX–XX). Vol. 1. Santo Domingo: Colección Sesquicentenario de la Independencia Nacional, 1996: 111–116
- Amiama, Manuel A. “Francisco Gregorio Billini”, en El periodismo en la República Dominicana. Santo Domingo: Talleres Tipográficos La Nación, 1933: 44
- Balaguer, Joaquín. Historia de la literatura dominicana. 7.ª ed. Santo Domingo: Editora Corripio, 1988: 182–184
- Balaguer, Joaquín. Letras dominicanas. Santiago de los Caballeros: Editorial El Diario, 1944: 229–239
- Contín Aybar, Néstor. Historia de la literatura dominicana. Vol. 2. San Pedro de Macorís: Universidad Central del Este, 1983: 193–198.
- De la Cruz, Josefina. La Sociedad dominicana de finales del siglo a través de la novela. Santo Domingo: [Universidad Autónoma de Santo domingo], 1986: 315–334.
- Diccionario enciclopédico dominicano. Vol. 1. Santo Domingo: Sociedad Editorial Dominicana, 1988: 69.
- Enciclopedia Dominicana. Vol. 1. Santo Domingo: Enciclopedia Dominicana, 1976.
- Fleury, Víctor; Ricart, Gustavo; Bisonó, Pedro R. “Francisco Gregorio Billini”, en Cien Dominicanos Célebres. Santo Domingo: Publicaciones América, 1974: 165–166.
- Gerón, Cándido. Diccionario de autores dominicanos 1492–1994. 2a. ed. Santo Domingo: Editora Colorscan, 1994: 60–61.
- Galván, Manuel de Jesús. "La novela de Billini", en Rodríguez Demorizi, Emilio. Baní y la novela de Billini. Santo Domingo: Editora del Caribe, 1964: 194–198.
- García Godoy, Federico. "Francisco Gregorio Billini", en Impresiones. Moca: Imprenta de J. Brache, 1889: 17–24.
- García Godoy, Federico. "Francisco Gregorio Billini", en Rodríguez Demorizi, Emilio. Baní y la novela de Billini. Santo Domingo: Editora El Caribe, 1964: 207–211.
- Garrido, Miguel Ángel. "Francisco Gregorio Billini", en Siluetas. 2a. ed. Santo Domingo: Tipografía El Progreso, 1916: 75–84.
- Goico Castro, Manuel de Jesús. “Francisco Gregorio Billini”, en La prosa artística en Santo Domingo. Santo Domingo: Editora Corripio, 1982: 41.
- Henríquez Ureña, Max. Panorama histórico de la literatura dominicana. 2a. ed. Vol. 2. Santo Domingo: Librería Dominicana, 1965: 330–332.
- Henríquez y Carvajal, Federico. "La novela de Billini y la crítica", en Rodríguez Demorizi, Emilio. Baní y la novela de Billini. Santo Domingo: Editora del Caribe, 1964: 217–224.
- Lebrón Saviñón, Mariano. Historia de la cultura dominicana. Vol. 5. Santo Domingo: Universidad Nacional Pedro Henríquez Ureña, 1982: 9–10.
- Martínez, Rufino. Diccionario biográfico histórico dominicano 1821–1930. Santo Domingo: Universidad Autónoma de Santo Domingo, 1971: 67–68.
- Matos, Esthervina. “Francisco Gregorio Billini”, en Estudios de literatura dominicana. [Ciudad Trujillo]: Pol Hermanos, 1955: 207–208.
- Morales, Gabino Alfredo. “Billini”, Brevario crítico. Ciudad Trujillo: Editora Montalvo, 1955: 93–95.
- Peña Batlle, Manuel Arturo. “Francisco Gregorio Billini”, en Antología de la literatura dominicana. Vol. 2. Santiago de los Caballeros: Editorial El diario, 1944: 229–231
- Pimentel, Miguel. Ideología de la novela criolla. Santo Domingo: Universidad Autónoma de Santo Domingo, 1986: 35–47.
- Roca, Frank A. Francisco Gregorio Billini, aporte a la divulgación del prócer. Santo Domingo: Universidad Nacional Pedro Henríquez Ureña, 1982.
- Roca, Frank A. “Política y gobierno en el pensamiento de Francisco Gregorio Billini”, Colección de Conferencias Pensamiento Dominicano. Santo Domingo: Museo del Hombre Dominicano, 1983.
- Roca, Frank A. “Francisco Gregorio Billini: estudio preliminar a Baní, Engracia o Antoñita. ” Santo Domingo: Editora Corripio, 1998
- Vallejo de Paredes, Margarita. “Francisco Gregorio Billini”, en Antología literaria dominicana. Vol. 4. Santo Domingo: Instituto Tecnológico de Santo Domingo, 1981: 39–41
- Vallejo de Paredes, Margarita. Apuntes biográficos y bibliográficos de algunos escritores dominicanos del siglo XIX. Santo Domingo: Publicaciones ONAP, 1995: 165–173